# Élections générales britanniques de 2019 en Irlande du Nord
Des élections générales britanniques ont eu lieu le 12 décembre 2019 pour élire la 58e législature du Parlement du Royaume-Uni.

## Candidats
| Partis | Partis                                 | 2017 | 2019 | +/-           |
| ------ | -------------------------------------- | ---- | ---- | ------------- |
|        | Parti de l'Alliance d'Irlande du Nord  | 18   | 18   | en stagnation |
|        | Sinn Féin                              | 18   | 15   | 3             |
|        | Parti social-démocrate et travailliste | 18   | 15   | 3             |
|        | Parti unioniste démocrate              | 17   | 17   | en stagnation |
|        | Parti unioniste d'Ulster               | 14   | 16   | 2             |
|        | Parti conservateur                     | 7    | 4    | 3             |
|        | Parti vert                             | 7    | 3    | 4             |
|        | Le Peuple avant le profit              | 2    | 2    | en stagnation |
|        | Aontú                                  | 0    | 7    | 7             |
|        | UKIP                                   | 0    | 2    | 2             |
|        | Autres                                 | 4    | 0    | 4             |
|        | Indépendants                           | 4    | 3    | 1             |
| Total  | Total                                  | 109  | 102  | 7             |

## Sondages
| Date              | Institut          | DUP    | SF     | SDLP   | UUP    | Alliance | Green | Autres |
| ----------------- | ----------------- | ------ | ------ | ------ | ------ | -------- | ----- | ------ |
| Date              | Institut          |        |        |        |        |          |       |        |
| 12.12.2019        | Résultats en 2019 | 30,6 % | 22,8 % | 14,9 % | 11,7 % | 16,8 %   | 0,2 % | 3,1 %  |
| 27.11.-30.11.2019 | Lucid Talk        | 30 %   | 25 %   | 13 %   | 11 %   | 16 %     | 0 %   | 5 %    |
| 30.10-01.11.2019  | Lucid Talk        | 28 %   | 24 %   | 14 %   | 9 %    | 16 %     | 1 %   | 8 %    |
| 09.08-12.08.2019  | Lucid Talk        | 29 %   | 25 %   | 8 %    | 9 %    | 21 %     | 1 %   | 7 %    |
| 20.10-02.11.2018  | Survation         | 31 %   | 27 %   | 11 %   | 15 %   | 12 %     | -     | 4 %    |
| 08.06.2017        | Résultats en 2017 | 36,0 % | 29,4 % | 11,7 % | 10,3 % | 7,9 %    | 0,9 % | 3,7 %  |

## Résultats
| Parti                    | Parti                                  | Votes     | %    | +/- | Sièges | +/-           |  |
| ------------------------ | -------------------------------------- | --------- | ---- | --- | ------ | ------------- |  |
|                          | Parti unioniste démocrate              | 244 127   | 30,6 | 5,4 | 8      | 2             |  |
|                          | Sinn Féin                              | 181 853   | 22,8 | 6,7 | 7      | en stagnation |  |
|                          | Parti de l'Alliance d'Irlande du Nord  | 134 115   | 16,8 | 8,8 | 1      | 1             |  |
|                          | Parti social-démocrate et travailliste | 118 737   | 14,9 | 3,1 | 2      | 2             |  |
|                          | Parti unioniste d'Ulster               | 93 123    | 11,7 | 1,4 | 0      | en stagnation |  |
|                          | Aontú                                  | 9 814     | 1,2  | -   | 0      | -             |  |
|                          | Parti conservateur                     | 5 433     | 0,7  | 0,2 | 0      | en stagnation |  |
|                          | Parti vert                             | 1 996     | 0,2  | 0,7 | 0      | en stagnation |  |
|                          | Autres                                 | 9 836     | 1,2  | -   | 0      | -             |  |
|                          |                                        |           |      |     |        |               |  |
|                          | Total unioniste                        | 342 683   | 42,9 |     | 8      | 3             |  |
|                          | Total nationaliste                     | 310 404   | 38,8 |     | 9      | 2             |  |
|                          |                                        |           |      |     |        |               |  |
| Votes valides            | Votes valides                          | 799 034   |      |     |        |               |  |
| Votes blancs et nuls     |                                        |           |      |     |        |               |  |
| Total                    | Total                                  |           | 100  | -   | 18     | en stagnation |  |
| Abstentions              |                                        |           |      |     |        |               |  |
| Inscrits / participation | Inscrits / participation               | 1 293 971 | 61,8 |     |        |               |  |

### Liste des députés
| Circonscription            | Député sortant       | Parti | Parti | Député entrant     | Parti | Parti |
| -------------------------- | -------------------- | ----- | ----- | ------------------ | ----- | ----- |
| Belfast East               | Gavin Robinson       |       | DUP   | Gavin Robinson     |       | DUP   |
| Belfast North              | Nigel Dodds          |       | DUP   | John Finucane      |       | SF    |
| Belfast South              | Emma Little Pengelly |       | DUP   | Claire Hanna       |       | SDLP  |
| Belfast West               | Paul Maskey          |       | SF    | Paul Maskey        |       | SF    |
| East Antrim                | Sammy Wilson         |       | DUP   | Sammy Wilson       |       | DUP   |
| East Londonderry           | Gregory Campbell     |       | DUP   | Gregory Campbell   |       | DUP   |
| Fermanagh and South Tyrone | Michelle Gildernew   |       | SF    | Michelle Gildernew |       | SF    |
| Foyle                      | Elisha McCallion     |       | SF    | Colum Eastwood     |       | SDLP  |
| Lagan Valley               | Jeffrey Donaldson    |       | DUP   | Jeffrey Donaldson  |       | DUP   |
| Mid Ulster                 | Francie Molloy       |       | SF    | Francie Molloy     |       | SF    |
| Newry and Armagh           | Mickey Brady         |       | SF    | Mickey Brady       |       | SF    |
| North Antrim               | Ian Paisley          |       | DUP   | Ian Paisley        |       | DUP   |
| North Down                 | Sylvia Hermon        |       | SE    | Stephen Farry      |       | APNI  |
| South Antrim               | Paul Girvan          |       | DUP   | Paul Girvan        |       | DUP   |
| South Down                 | Chris Hazzard        |       | SF    | Chris Hazzard      |       | SF    |
| Strangford                 | Jim Shannon          |       | DUP   | Jim Shannon        |       | DUP   |
| Upper Bann                 | David Simpson        |       | DUP   | Carla Lockhart     |       | DUP   |
| West Tyrone                | Órfhlaith Begley     |       | SF    | Órfhlaith Begley   |       | SF    |